# Famille Rokujō
La famille Rokujō (六條家?) est une faction poétique conservatrice à la cour impériale japonaise, fondée par Fujiwara no Akisue (1055-1123 apr. J.-C.).
Il s'agit du premier clan à s'être spécialisé dans la quête du pouvoir et de l'influence qui s'ensuit par le moyen du succès en poésie. La famille est d'abord en opposition avec ses correspondants au sein du clan Minamoto (tel que le progressiste Minamoto no Shunrai), bien que plus tard elle sera en conflit avec une branche plus jeune (et poétiquement plus libérale) de l'ancienne et puissante famille Fujiwara, représentée par Fujiwara no Shunzei et son fils, Fujiwara no Teika. Outre ses vues conservatrices relativement à la composition poétique, la famille est également connue pour la qualité de son travail d'érudition sur l'ancienne poésie. À cause de la nature élusive du  waka et les précoces confusions d'interprétation et de transcription, de nouvelles versions et de travaux d'exégèse sont en constante demande à la cour; la situation est particulièrement mauvaise avec le Man'yōshū. Brower fait remarquer qu'« Il est douteux que plus de trois ou quatre cents poèmes Man'yō pouvaient réellement être lus avec précision avant que les commentaires du prêtre Senkaku aient posé les fondements de la science moderne du Man'yō... ». Un des membres de la famille Rokujō - Fujiwara no Akisuke (1090-1155) - compile l'anthologie impériale Shika Wakashū.